# Roberto Mouzo
Roberto Mouzo (Avellaneda, 8 gennaio 1953) è un ex calciatore argentino.

## Carriera
Ha indossato praticamente per l'intera carriera la maglia del Boca Juniors vincendo tre campionati, due Coppa Libertadores ed una Coppa Intercontinentale.
Ha giocato quattro partite con la Nazionale di calcio dell'Argentina nel 1974; venne poi convocato per la Copa América 1983.

## Palmarès

### Competizioni nazionali
- Campionato argentino: 3

Boca Juniors: Metropolitano 1976, Nacional 1976, Metropolitano 1981

### Competizioni internazionali
- Coppa Libertadores: 2

Boca Juniors: 1977, 1978
- Coppa Intercontinentale: 1

Boca Juniors: 1977